# 弗洛里安·容維爾特
弗洛里安·容維爾特（德語：Florian Jungwirth；1989年1月27日—）是一位德國足球運動員，在場上的位置是後衛。他現在效力於美職聯球隊圣何塞地震。